# Aioler
Aioler (även eoler eller aeoler, grekiska: αιολεις, latin: aeoles och aeolii), är tillsammans med akajer, dorer och joner en av grekernas huvudstammar, enligt sagan ursprungligen härstammande från Hellens son Aiolos och sammanföll åtminstone delvis med den homeriska tidens akajer. Av antikens författare omtalas de såsom bosatta i Thessalien, Boiotien, Elis, Messenien, Lokris, Aitolien och andra delar av Grekland. 

## Historia
Deras ursprungliga hemvist är förmodligen Thessalien. När andra stammar trängde in i landet blev de dels underkuvade och gjorda till slavar, dels tvungna att utvandra, delvis till Boiotien. Antagligen i samband med de omvälvningar som åtföljde den doriska invandringen, har en stor del av dem sökt sig nya hemvist på ön Lesbos och den motliggande delen av Mindre Asiens västra kust, som efter dem fått namnet Aiolien. I denna av naturen rikt gynnade nejd grundade de efter hand ett stort antal städer, bland vilka Kyme och Smyrna var de främsta. Bland dessa städer tycks tolv (eller efter Smyrnas övergång till det Joniska förbundet elva) ha intagit en representativ ställning och bildade ett statsförbund. De kom under lydiskt herravälde under Kroisos, och efter det lydiska rikets fall under persiskt herravälde. Genom Perserkrigen vann man en kort tids självständighet, men genom Antalkidas fred 387 f.Kr. tvingades de på nytt lyda under perserna. Efter Alexander den store lydde de under seleukiderna i Syrien, och sedan under romarna, dock med en till namnet oberoende ställning.

## Kultur
Till den äldre grekiska kulturen har aiolerna lämnat viktiga bidrag genom sin skaldekonst och musik. Den äldre grekiska lyriken, som i lidelsefulla strofer besjunger framför allt kärlekens och vinets fröjder, men även krigiska bragder, har hos dem fått sin fulländning och bär namnet eolisk. En framstående plats intar i detta hänseende i synnerhet ön Lesbos, där Alkaios och Sapfo, de förnämsta mästarna inom denna diktart, hade sitt hemvist. Även Terpandros, skaparen av grekernas klassiska musik, var bördig från Lesbos.

## Källhänvisningar
Den här artikeln är helt eller delvis baserad på material från Nordisk familjebok, Eoler, 26 februari 1907.
1. ↑  ”Hellen”. Nationalencyklopedin. http://www.ne.se/uppslagsverk/encyklopedi/l%C3%A5ng/hellen. Läst 6 november 2015.